# Emboscada de Coatepec Harinas
La Emboscada de Coatepec Harinas, fue un ataque armado perpetrado por miembros de La Familia Michoacana el 18 de marzo de 2021, cuando un convoy de agentes de la Policía Estatal y la fiscalía que fueron atacados a balazos en el municipio de Coatepec Harinas, cercano al estado de Guerrero. El ataque dejó como saldo 13 oficiales muertos (ocho policías de la Secretaría de Seguridad del Estado de México y cinco agentes de la Fiscalía del Estado de México), y otros tres heridos, los cuáles realizaban patrullajes contra grupos criminales, esto en la zona de Llano Grande, del municipio ya mencionado.
Las autoridades locales y nacionales condenaron el atentado, llamándolo una "afrenta contra el estado mexicano". Días después, se hicieron virales, algunos videos grabados por pobladores de la zona, en las cuáles se puede observar desde varios ángulos a los atacantes disparando al convoy, además de las reacciones de los oficiales y sus llamados de auxilios.

## Trasfondo
El Estado de México desde la década de 2010´s, varios cárteles movieron sus estructuras en este entidad, donde la violencia entre cárteles se incrementó considerablemente entre miembros del Cártel de Jalisco Nueva Generación y La Familia Michoacana siendo las principales organizaciones de interés para las autoridades en el estado. A pesar de que la mayoría de su estructura y actividades han sido realizadas en el estado de Michoacán, La Familia Michoacana ha tomado en años recientes al Estado de México como su nuevo bastión, donde ha podido reconstruir parte de su estructura y brazo armado. Este no es el primer ataque contra las fuerzas de seguridad del municipio, como antecedente de la esta una emboscada registrada el 24 de septiembre de 2018, la cual dejó como tres oficiales heridos.

## Ataque
Al mediodía del 18 de marzo del 2021, un convoy conformado mixto de oficiales de la Secretaría de Seguridad del Estado de México y la Fiscalía del Estado de México, que realizaban patrullajes en la zona de Llano el Grande, con dirección a Puente de los Sabinos, a lo que elementos policiacos inicialmente repelieron el ataque. Rápidamente, los elementos policiacos fueron superados en número, comenzando a caer bajo el ataque de los delincuentes,
Horas más tarde, el gobernador mexiquense Alfredo del Mazo Maza, confirmándose que se está trabajando en coordinación con las fuerzas federales de seguridad, para dar con todos los responsables del ataque, prometiendo que el ataque no quedara impune. También otros entes políticos se pronunciaron contra el atentado.

## Investigación
Las autoridades mexicanas señalaron inicialmente Gilberto Misael Trujillo Ortiz, alias “El Barbas”; Alberto Romero Pérez, “El Macrina”, y Silverio Martínez Hernández, “Fierros”, fueron señalados de ser los autores intelectuales del atentado. llegando a ofrecer $500,000 pesos de recompensa por información que de a su arresto. A pesar de los avances iniciales, los familiares de los policías caídos exigieron justicia para detener a los responsables del ataque, señalando que las autoridades están rebasados para el combate al crimen organizado, señalando las pobres condiciones laborales y las deficiencias que sufren los oficiales en el cumplimiento de su deber. La semana siguiente, Daniel Bracho, abogado de los policías emboscados en Coatepec Harinas, manifestó el abandono por parte del estado a las familias de los oficiales caídos, señalando que no pagaron los gastos funerarios de los oficiales.

### Arrestos
El 25 de marzo del 2021, autoridades de la Fiscalía General del Estado de México anunciaron el arresto de 25 delincuentes (en su mayoría "halcones") y el aseguramiento de armas y municiones, resultado de una serie de operaciones tanto en Coatepec de Harinas, como en el municipio de Ixtapan de la Sal. A pesar de estas detenciones iniciales, las autoridades siguieron realizando detenciones Para octubre del mismo año, autoridades confirmaron que la investigación por el atentado seguía en marcha, habiendo detenido a más de 20 sospechosos y un autor intelectual, además en este periodo las autoridades comienzan los juicios y posteriores condenas de los delincuentes que participaron en el ataque.
No fue hasta el 15 de octubre que es detenido José Juan "N" alías "El Chaparro", líder de la Familia Michoacana en la región, participante en la emboscada de marzo del mismo año y el ataque contra la presidenta Municipal de Pilcaya, la cual dejó dos policías muertos y un herido. Días después es detenido, Rodrigo "N", alías "El Chamarras", detenido por su participación en la emboscada. No fue hasta septiembre del 2023, cuando cuatro miembros de la Familia Michoacana fueron condenados a cadena perpetua, por su participación en la emboscada que dejó 13 policías muertos.

## Eventos posteriores
En el contexto de las investigaciones para dar con los responsables de la masacre, un nuevo ataque se registró en la comunidad de Ojo de Agua, en los límites entre la comunidad Ojo de Agua, en los límites de los municipios de Coatepec Harinas y Texcaltitlán, dejando como saldo dos agentes de la Fiscalía muertos, un delincuente muerto y otros seis heridos oficiales heridos.
Otro incidente importante fue una irrupción armada que dejó un vehículo incendiado al Palacio Municipal de Coatepec Harinas, en reclamo a la inseguridad que se sufre en el municipio.

## Enfrentamiento en Texcaltitlán
No fue hasta el 22 de junio del 2022, cuando una operación en la que se reportó la búsqueda de un objetivo prioritario en la comunidad de Palo Amarillo, Municipio de Texcaltitlán, derivó en un enfrentamiento que dejó como saldo 11 delincuentes abatidos, tres oficiales con heridas leves y ocho detenidos.
El operativo, encabezado por la Fiscalía General de Justicia del Estado de México, siendo respaladada por miembros de la Secretaría de la Defensa Nacional (Sedena), de la Secretaría de Marina (Semar) y de la Guardia Nacional, se decomisaron 20 rifles de asalto (entre fusiles AR-15 y AK-47), tres rifles de cacería, dos escopetas, varios cartuchos, 24 chalecos balísticos, uniformes tipo militar, equipos de comunicación y cinco vehículos fueron decomisados.
Entre los ocho arrestados figuran cinco hombres, tres mujeres y un menor de edad, los cuales fueron remitidos al penal de Tepachico, a las afueras de Otumba de Gómez Farías, mientras que tres mujeres más fueron trasladadas al penal femenil de Nezahualcóyotl.
Entre las armas decomisadas, una pistola 9mm fue relacionada con la emboscada, además de que uno de los abatidos está relacionado al ataque, siendo responsable también en una serie de narcobloqueos en la entidad, así como un ataque armado (en la que participaron decenas de sicarios) a una base policial en Sultepec, la cual dejó dos agentes heridos.
Uno de los episodios más singulares del enfrentamiento, esta la muerte de un mono araña (presuntamente la mascota de uno de los sicarios), el cual estaba vestido con un traje tipo militar y un pequeño chaleco táctico, siendo viral la foto del cadáver. Incluso algunos usuarios de redes sociales le dedicaron un narcocorrido.